# Róbert Demjan
Róbert Demjan (* 26. Oktober 1982 in Levoča, Tschechoslowakei) ist ein slowakischer Fußballspieler.

## Karriere
Demjan begann seine Fußballkarriere im slowakischen Trebišov beim dortigen FK Slavoj. Der klassische Mittelstürmer, Rechtsfuß, kam über eine Station in Púchov beim dortigen FK im Jahr 2006 zum tschechischen Klub FK Viktoria Žižkov und blieb dort vier Jahre. 2010 unterschrieb er beim polnischen Verein Podbeskidzie Bielsko-Biała, der mit ihm zum Abschluss der Saison 2010/2011 erstmals in die Ekstraklasa aufstieg. 2011 erzielte Demjan für diesen Klub das erste Tor in der Eliteliga des Landes. Zum Abschluss der Saison 2012/13 avancierte er als Nachfolger des Letten Artjoms Rudņevs mit 14 Treffern zum Torschützen des Jahres in Polen. Es folgten zwei Jahre mit mäßigem Erfolg in Belgien, doch schoss er auch für Waasland-Beveren zwei Tore in der obersten Spielklasse. 2014 kehrte er zurück ins ihm vertraute Bielsko-Biała und knüpfte an frühere Torerfolge an. In der Saison 2017/18 spielte er für ein halbes Jahr bei FK Iskra Borčice in Slowenien, ehe er Anfang 2018 zu Widzew Lodz wechselte. Im Februar 2019 folgte dann die Rückkehr nach Tschechien und er schloss sich dort Zweitligist Fotbal Třinec sowie dem Drittligisten 1. SC Znojmo an. Dann folgte von 2020 bis 2023 der MŠK Považská Bystrica sowie ŠK LR Crystal Lednické Rovne aus der Slowakei und seit Anfang 2024 ist er im tschechischen Amateurbereich für den TJ Sokol Nevšová aktiv.

## Auszeichnungen
- Torschützenkönig der polnischen Ekstraklasa: 2014 (14 Tore)